# Elaeocarpus inopinatus
Elaeocarpus inopinatus là một loài thực vật có hoa thuộc họ Elaeocarpaceae.
Loài này chỉ có ở Malaysia.